# Музей быта Киева первой половины XIX века
Музей быта Киева первой половины XIX века (до 3 марта 2022 года — Музей Александра Пушкина; укр. Музей побуту Києва першої половини XIX століття) находится в столице Украины — Киеве. Рассказывает о жизни и творчестве известного русского поэта — Александра Сергеевича Пушкина.

## История
Открытие музея Александра Пушкина в Киеве состоялось в мае 1990 года. Это событие было приурочено к празднованию по случаю 200-летия со дня рождения поэта. В основу экспозиции легла частная коллекция известного филолога и литератора — киевлянина Якова Бердичевского, который на протяжении всей своей жизни собирал материалы, касающиеся жизни и творчества Александра Сергеевича Пушкина. В 1987 году Яков Бердичевский, собираясь ехать в Германию, передал свою коллекцию в дар городу, поставив при этом условие — создать в Киеве музей Александра Пушкина. Власти долго не выделяли землю на музей, и только после того, как музей Пушкина в 1999 году объединился с Музеем истории Киева, городской совет передал в собственность музея небольшой особняк на улице Кудрявской, дом 9, который был возведен в 1816 и достроен в 1850-х годах. Хотя в том особняке Пушкин не был ни разу, музей все-таки обустроили в этом помещении. Особняк был в плачевном состоянии, но его удалось восстановить. Среди так называемых пушкинских мест в Киеве следует назвать дом семьи Раевских на улице Грушевского, дом 14, и гостиницу «Зелёная» на Печерске, которого уже не существует. Нынешнее здание музея прославилось тем, что в ней прошло детство Михаила Булгакова.

## Экспозиция
Основную часть коллекции музея составляют экспонаты первой половины XIX века. В числе самых ценных и примечательных экспонатов — книги с авторскими подписями друзей и современников Пушкина, политические работы известных государственных деятелей того времени.

### Оригинальные рукописи
В экспозиции музея представлены прижизненные издания произведений поэта, в частности отдельные главы романа «Евгений Онегин». Этот роман издавался частями («тетради») в течение семи лет, пока в марте 1833 года был готов полный текст произведения (это издание также занимает место в экспозиции). Также в музее представлены первые издания «Руслана и Людмилы», «Южных поэм», «Бахчисарайского фонтана» и «Кавказского пленника».

### Другие экспонаты
В музее есть статуя поэта в полный рост, выполненная скульптором Александром Теребенёвым в 1837 году. Материал, из которого сделана статуэтка, — смесь измельчённых минералов, называемая «бисквит». Статуэтку приобрели за 300 долларов США у жены неизвестного скульптора, собрав деньги всем музеем. Интересным экспонатом является издание журнала «Современник», над которым работал Пушкин. На журнале сохранилось цензорское разрешение Крылова. Одним из примечательных экспонатов коллекции является книга Наполеона, подаренная великому полководцу его хирургом Сабатье.